# تی‌آردابلیو آتوموتیو

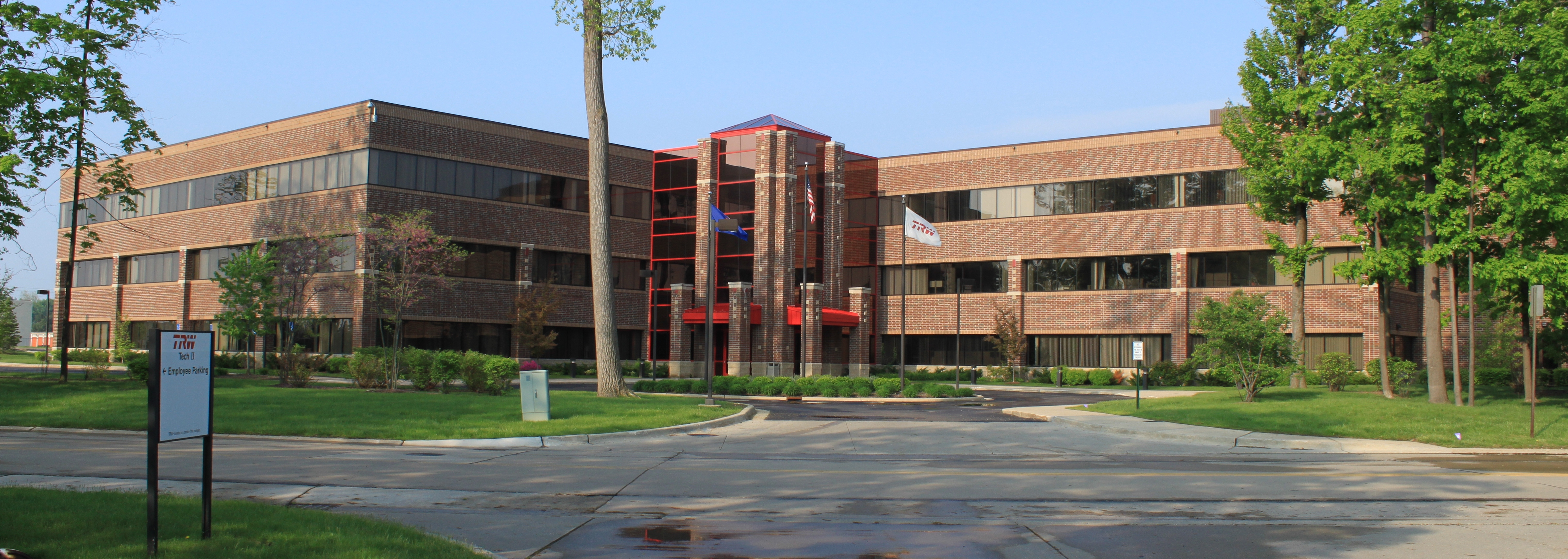
ساختمان مرکزی تی‌آردابلیو آتوموتیو

تی‌آردابلیو آتوموتیو (به انگلیسی: TRW Automotive) شرکت خودروسازی آمریکایی است، که در زمینه تولید دامنه گسترده‌ای از سامانه‌ها و قطعات مربوط به خودرو فعالیت می‌کند.
ریشه‌های تأسیس این شرکت به سال ۱۹۰۴ و راه‌اندازی شرکت تامسون پروداکتس بازمی‌گردد. در سال ۱۹۵۸ در پی ادغام شرکت‌های تامسون پروداکتس و رامو-وول‌دریج، تی‌آردبلیو شکل گرفت، که در حوزه‌های هوافضا و خودروسازی فعالیت می‌کرد. در سال ۲۰۰۲ تی‌آردابلیو توسط رقیب اصلیش نورتروپ گرومن خریداری شد، سپس بخش خودروسازی این شرکت به بلک‌استون واگذار و از دارایی‌های آن، در همین سال (۲۰۰۲) تی‌آردابلیو آتوموتیو تأسیس گردید.
دفتر مرکزی این شرکت در شهر لیوونیا، میشیگان، ایالات متحده آمریکا قرار دارد و بخشی از سهام آن در بازار بورس نیویورک معامله می‌شود. تی‌آردابلیو آتوموتیو هم‌اکنون دارای بیش از ۲۰۰ کارخانه تولیدی است، که در ۲۶ کشور جهان مستقر می‌باشند.